# Santra
Santra (en llatí Santra) va ser un gramàtic romà que va viure al segle i aC.
De la seva biografia personal no es coneix res però les seves opinions són citades amb freqüència pels gramàtics posteriors, especialment Pescenni Fest i Noni Marcel. Es coneix el títol d'un dels seus llibres, de nom De Verborum Antiquitate.